# Frankowo (przystanek kolejowy)
Frankowo – zamknięty przystanek osobowy a dawniej stacja kolejowa w Franknowie na linii kolejowej nr 224, w województwie warmińsko-mazurskim, w Polsce. Przy przystanku istnieje rampa załadowcza.